# Ditassa auyantepuiensis
Ditassa auyantepuiensis là một loài thực vật có hoa trong họ La bố ma. Loài này được (Steyerm.) Morillo mô tả khoa học đầu tiên năm 1989.